# Франсуа Огюст Геварт
Франсуа-Оґюст Ґеварт (нід. François-Auguste Gevaert; *31 липня 1828, Хейс, поблизу Ауденарде — 24 грудня 1908, Брюссель) — бельгійський композитор, музикознавець і музичний педагог.

## З життя і творчості
Франсуа-Оґюст Ґеварт народився 31 липня 1828 року в родині пекаря. Закінчив Гентську консерваторію (клас композиції Мартена-Жозефа Манґаля), в тому ж 1847 році став лауреатом Римської премії, заснованої в Бельгії за аналогією з французькою, за кантату «Король Лір», випередивши Жака-Ніколя Лемменса, який зайняв друге місце. Працював органістом у місцевій єзуїтській церкві. Поставив у Генті в 1848—49 роках дві свої опери — «Гуґо з Сомерґема» (фр. Hugues de Somerghem) і «Міська комедія» (фр. La comédie à la ville).
У 1849 році покинув Бельгію, жив і працював у Парижі, потім у Іспанії, де склав «Фантазію на іспанські теми» (ісп. Fantasia sobre motivos españoles), і в Італії. Від 1853 року — знову в Парижі, працював переважно як оперний композитор — найбільший успіх завоювали опери «Квентін Дорвард» (1858, за Вальтером Скоттом) і «Капітан Анріо» (фр. Le Capitaine Henriot; 1864, за Віктор'єном Сарду. У 1867-70 роках був директором паризької Гранд-Опера.
У зв'язку з Франко-прусською війною повернувся до Бельгії і від 1871 року до смерті очолював Брюссельську консерваторію. Серед учнів Ґеварта, зокрема, Ісаак Альбеніс. 
Ґеварту належить декілька помітних музикознавчих праць: двотомна «Історія і теорія музики Античності» (фр. Histoire et théorie de la musique de l'antiquité; 1875-81) та праці з оркестровки, «Загальний трактат з інструментування» (фр. Traité general d'instrumentation; 1863, перероблене видання 1885, російський переклад Петра Чайковського, «Трактат з інструментування», 1865) і «Методичний курс оркестрування» (фр. Cours méthodique d'orchestration, 1890, російський переклад Володимира Ребікова, 1900). Ґеварт також цікавився музикою епохи бароко і, зокрема, переоркестрував, застосовуючи виконавські традиції свого часу, низку ранніх творів (у тому числі оперу Жана-Філіпа Рамо «Кастор і Поллукс»). 
У 1895 році був обраний до Прусської академії мистецтв. У 1907 році був удостоєний баронського титулу. Відразу після смерті музиканта на його честь було перейменовано вулицю в Брюсселі.